# Station Sabadell Centre
Sabadell Centre is een ondergronds treinstation in het centrum van Sabadell, gelegen op lijn 4 en lijn 12 van Rodalies Barcelona.
Het huidige station werd in 1973 geopend en heeft twee ingangen: een aan elke kant van de Gran Via. Tussen 24 juli 2017 en 19 maart 2018 was het station wegens werkzaamheden gesloten, waarbij het onder andere uitgebreid is met liften en een betere toegang voor mindervaliden. Gedurende deze werkzaamheden zette Renfe bussen in naar de andere stations in de stad.

## Lijnen
| Eindbestemming                                | Vorig station | Lijn | Volgend station | Eindbestemming   |
| --------------------------------------------- | ------------- | ---- | --------------- | ---------------- |
| Sant Vicenç de Calders Vilafranca del Penedès | Sabadell Sud  |      | Sabadell Nord   | Terrassa Manresa |
| L'Hospitalet de Llobregat                     | Sabadell Sud  |      | Sabadell Nord   | Lleida Pirineus  |